# Victoria Thornley
Victoria Thornley (ur. 30 listopada 1987) – brytyjska wioślarka (Walijka), srebrna medalistka olimpijska z Rio de Janeiro.
Zawody w 2016 były jej drugimi igrzyskami olimpijskimi, debiutowała w 2012. W Brazylii zajęła drugie miejsce w dwójce podwójnej, partnerowała jej Katherine Grainger. W tej konkurencji ma w dorobku brązowy medal mistrzostw Europy z 2015, była również trzecia na mistrzostwach świata w ósemce w 2011.